# Endogamia

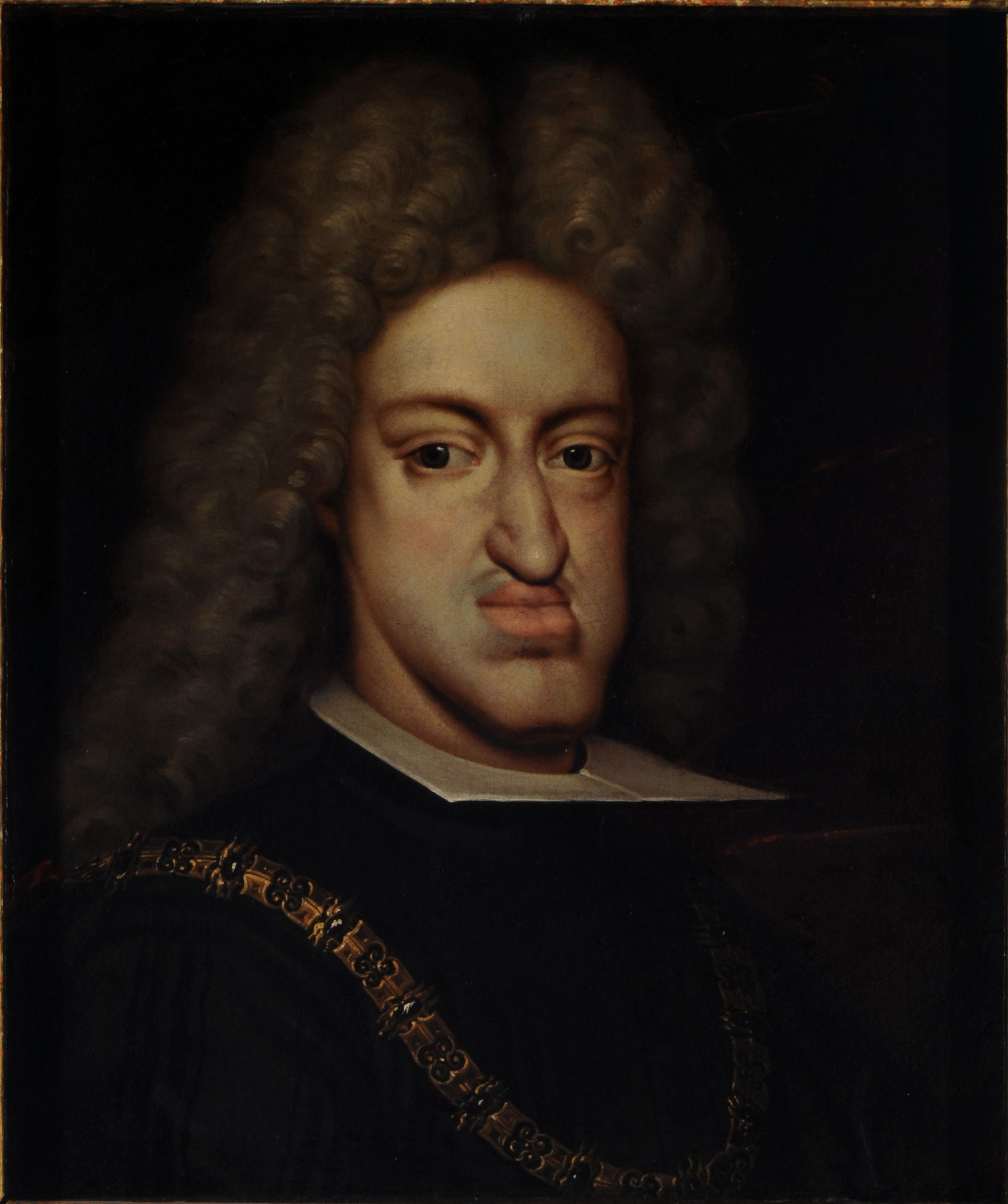
Carlos II de España es un claro ejemplo de endogamia en la familia real española.

Se denomina endogamia (del griego antiguo ἔνδον endon  'dentro', y γάμος gamos, 'casamiento') al matrimonio, unión o reproducción entre individuos de ascendencia común (sean estos, humanos o animales), es decir, de una misma familia, linaje o grupo (religioso, étnico, o geográfico [como sucede mayormente en el caso de los animales]). Si en el caso de los humanos, el matrimonio se realiza entre individuos de la misma clase social, se denomina homogamia. Las bodas entre hermanos, o padres e hijos es incesto y endogamia (suelen ser tabú en casi todas las sociedades), así como las bodas entre primos o familiares lejanos también son consideradas endogámicas. Asimismo, se entiende como comportamiento endogámico al rechazo a la incorporación de miembros ajenos a un grupo social en particular.
En biología, la endogamia se refiere al cruce entre parientes (hermanos, primos, tíos, hijos, abuelos, etc.).

## Genética

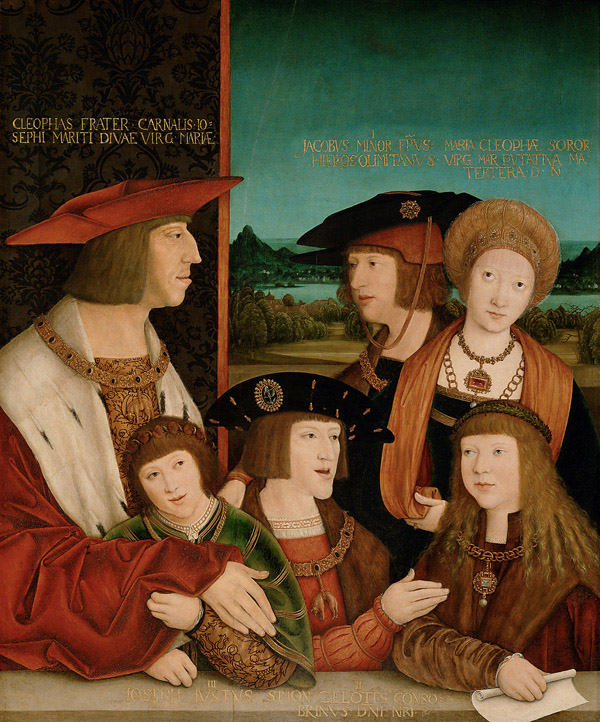
Retrato de la familia del emperador Maximiliano I de Habsburgo, por Bernhard Strigel, Viena, Kunsthistorisches Museum. La familia Habsburgo fue muy propensa a la endogamia

En genética, la endogamia es el producto de la reproducción de un acoplamiento de padres que están estrechamente relacionados genéticamente.
El resultado de la endogamia es un aumento de la homocigosis, lo que puede incrementar las posibilidades de que la descendencia sea afectada por rasgos recesivos o deterioros genéticos. En general, esto conduce a una disminución de la aptitud de la población, que se llama depresión endogámica. Un individuo resultado de la endogamia se conoce como “innato”. Se piensa que la prevención de la expresión del alelo recesivo deletéreo causado por la endogamia es la principal fuerza selectiva que mantiene el aspecto de la reproducción sexual.
En el fitomejoramiento, las líneas consanguíneas se utilizan como reservas para la creación de líneas híbridas para hacer uso de los efectos de la heterosis. La endogamia en plantas también se produce naturalmente en la forma de autopolinización.
Los criadores de ganado practican a menudo la cría controlada para eliminar características indeseables dentro de una población, junto con el sacrificio de las crías que se consideran "no aptas", sobre todo cuando se trata de establecer un rasgo nuevo y deseable en el stock.

## Causa
La razón de ser de todo sistema endogámico es defender la homogeneidad de un grupo, de manera que este se mantenga siempre igual a sí mismo y diferenciable de todos los demás. La unidad del clan es la razón suprema.
Algunas sociedades primitivas (por huir de la dificultad añadida de la diferencia de pueblo y de cultura, y porque entendieron que de esta manera se garantizaba la unidad de la tribu y, por consiguiente, la paz interna) resolvieron que los matrimonios tendrían que ser siempre entre individuos de la misma tribu.
La afinidad de sangre entre marido y mujer era tanto mayor cuanto mayor era el poder de la tribu o de la casta dentro de ella; de manera que, tratándose de la casta dominante, se imponían los matrimonios entre primos, entre hermanos y en algunas culturas incluso entre padre e hija, con el fin de que el poder no saliese de la familia dominante. Tal era el caso de los faraones y es el caso de las familias reales europeas. La pretensión de unidad de la tribu o del clan acaba imponiendo estas soluciones, que finalmente llevan a la degeneración biológica. Las tribus abiertas que optaban por la exogamia, supeditaban la unidad de la tribu o del clan a su continua revitalización gracias a las mezclas genéticas externas.

## Endogamia social
La endogamia está fuertemente instalada en India a través de su sistema de castas. Por otro lado, la homogamia fue referente en la aristocracia europea durante siglos. Esta costumbre se instaló en la gran burguesía a medida que esta ganaba poder.
La elevada frecuencia de algunas enfermedades genéticas en la población judía de origen askenazi está vinculada al antecedente de consanguinidad y endogamia.

## Endogamia religiosa
Dentro del islam, los matrimonios consanguíneos (entre primos) son una práctica común. Según Emmanuel Todd, la tasa de endogamia en la esfera turca estaría en el 15%; en el mundo árabe, en torno al 25% (y llegaría a cerca del 50% en Pakistán). Esta práctica es exportada a los lugares donde emigran dichas poblaciones; así, un estudio ha revelado una tasa de bodas entre primos del 70% entre paquistaníes emigrados a Gran Bretaña (ciudad de Bradford).
Por otro lado, en el judaísmo tradicional no se contemplaban las bodas interreligiosas. Esto cambió a medida que los judíos se asimilaban. Hoy en día, las bodas interreligiosas representarían el 50% de las bodas de personas de ascendencia judía en EE. UU. Sin embargo, en Israel, al carecer de matrimonio civil, las bodas interreligiosas deben celebrarse fuera del país.